# Oréotrague
Oreotragus oreotragus
Espèce
Statut de conservation UICN

 LC  : Préoccupation mineure
L'oréotrague (Oreotragus oreotragus) est une espèce de petites antilopes africaines, aussi appelée sassa, et la seule représentante du genre Oreotragus.

## Répartition
L'oréotrague se rencontre du sud de l'Afrique (province du Cap), où on le trouve dans le fynbos montagneux, au reste de l'Afrique australe où on le trouve sur les kopjes des forêts et savanes, et au nord jusqu'à l'Afrique de l'Est, en particulier dans les régions montagneuses éthiopiennes.

## Description
Elle ne mesure que 60 cm au garrot, et le poids du mâle n'est que de 10 kg alors que celui de la femelle est d'environ 13 kg. Seuls les mâles possèdent des cornes droites de 8 cm en moyenne. Cette petite antilope est perchée sur des petits sabots très pointus adaptés aux parois rocheuses. C'est un animal très agile, qui peut se déplacer sur des falaises qui nous paraissent infranchissables. On la rencontre dans les régions montagneuses de l'Afrique australe.

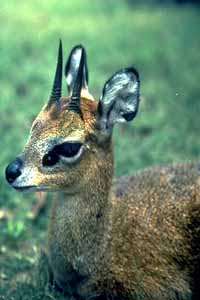
Détail de la tête ♂
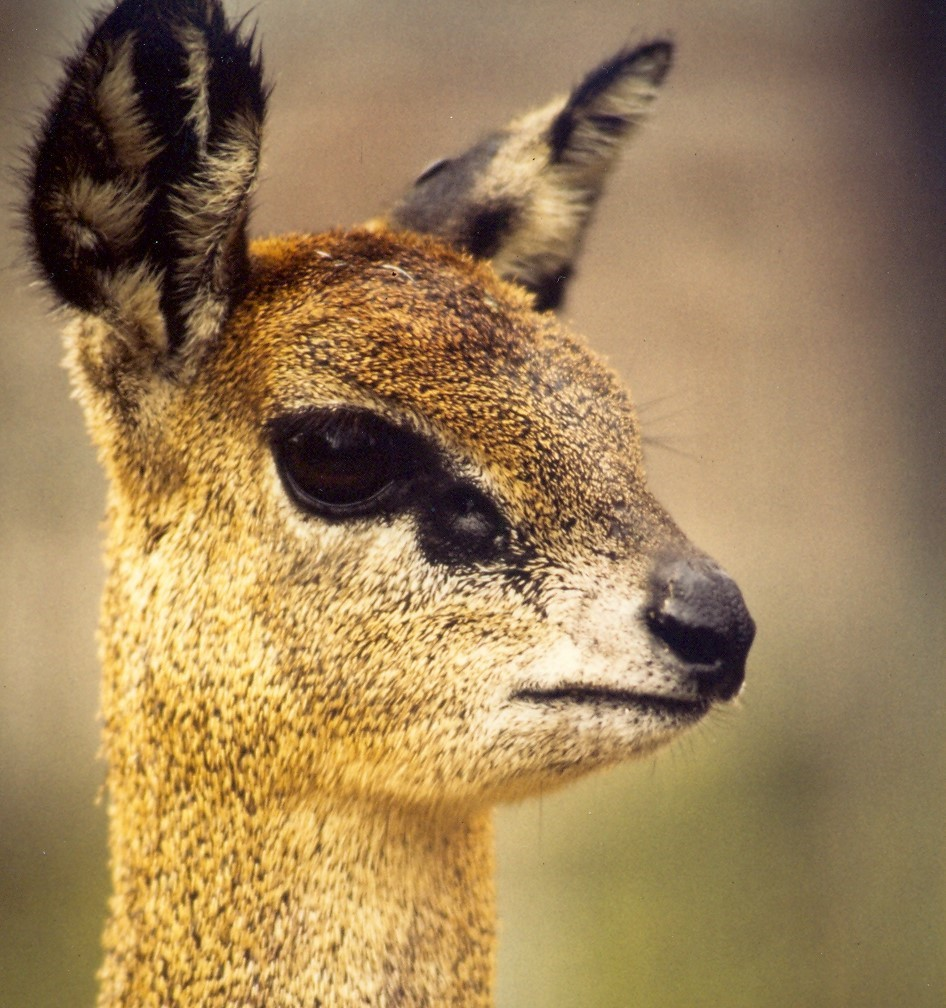
Détail de la tête ♀
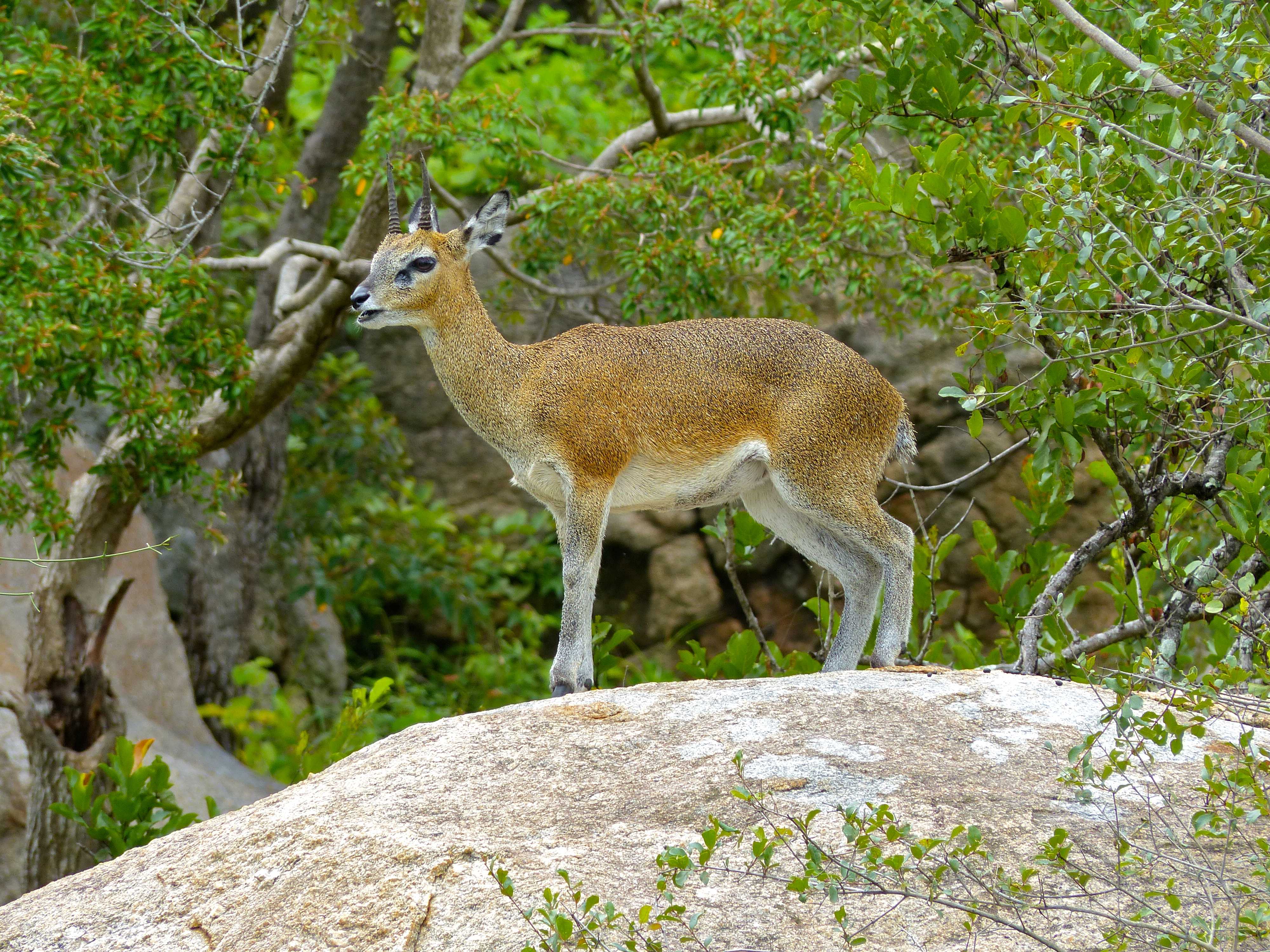
Mâle (Parc national Kruger, Afrique du Sud)
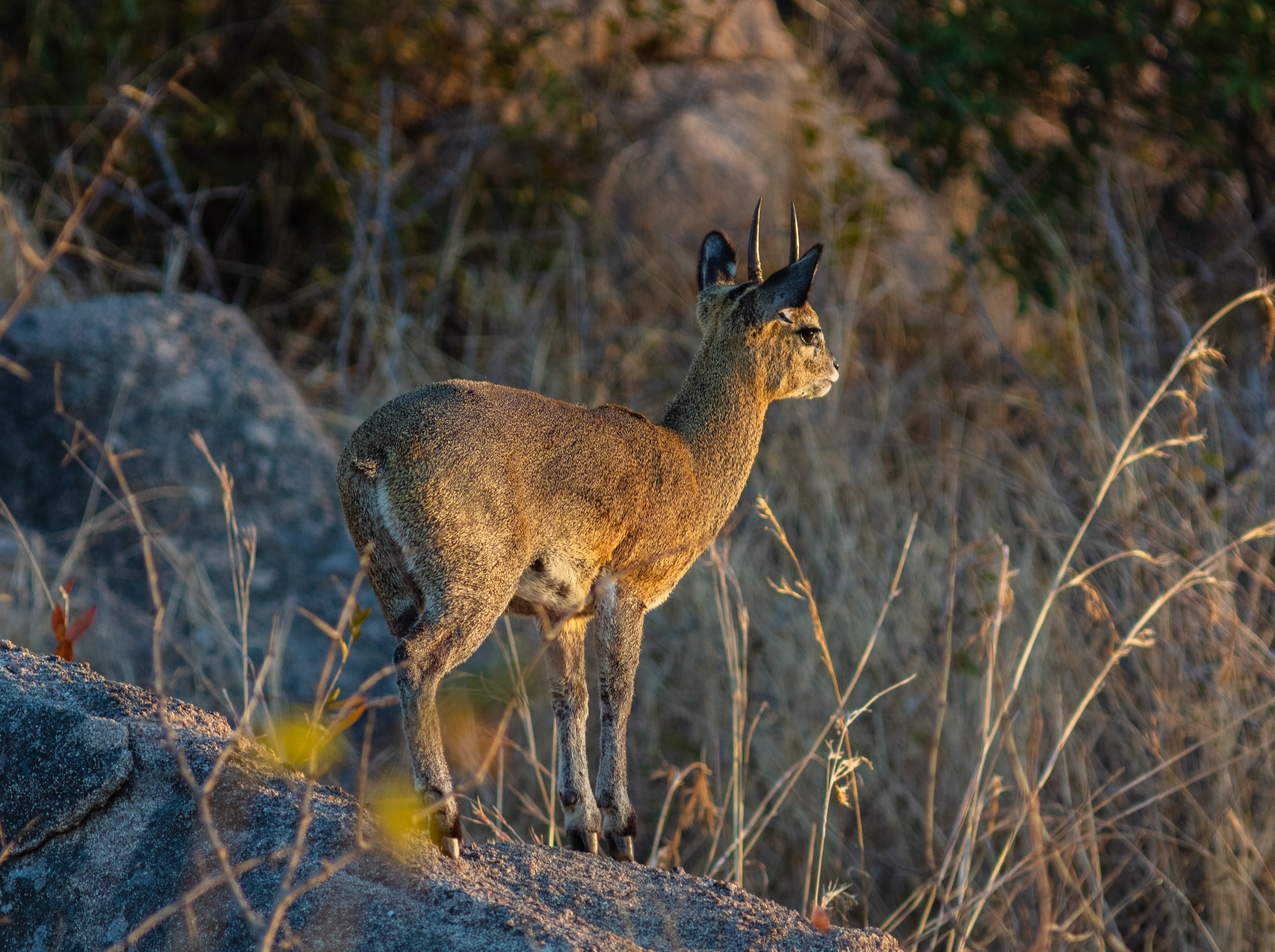
Mâle (Parc national Kruger, Afrique du Sud)

## Écologie et comportement
Les oréotragues vivent en petit groupes, bien qu'ils ne soient pas vraiment grégaires, et on les voit souvent debout sur le sommet d'un rocher arrondi, rochers dans lesquels ils peuvent se déplacer, se camoufler et trouver de la nourriture facilement. Afin de marquer leur territoire, les mâles déposent, sur des tiges arrondies, du musc sécrété par les glandes pré-orbitales.
L'oréotrague a un pelage très épais qui amortit les chocs en cas de chute.
Il peut se laisser tomber de 25 m de hauteur.[réf. nécessaire]
La saison des amours s'étale de septembre à janvier. La gestation dure environ 214 jours.

## Référence
1. ↑  Bourlingueurs - Afrique du Sud - Oréotrague